# جام بسکتبال شهبانو ۱۳۵۴

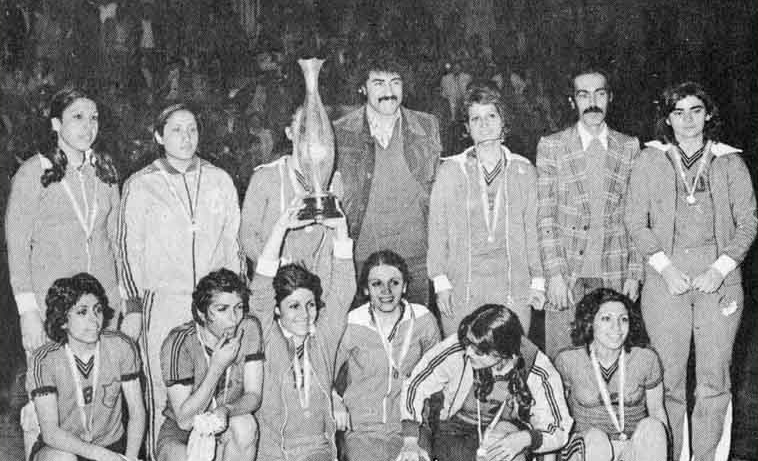
ایرانا قهرمان نخستین جام قهرمانی بسکتبال بانوان ایران، اولین جام شهبانو در دستان نینا زرگر صالح کاپیتان باشگاه ایرانا، (دی‌ماه ۱۳۵۴).

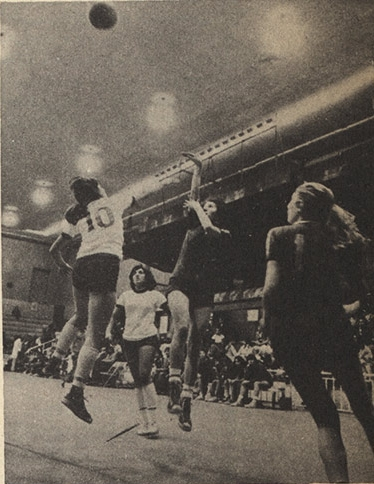
دیدار آرارات و زاینده رود اصفهان در اولین جام شهبانو. ماری عزیزیان از آرارات (سیاه پوش) در حال پرتاب توپ و دفاع مهین شیوایی (شماره ۱۰ اصفهان) اولین آواکیان از آرارات و شعله ماهوتیان (شناگر سابق تیم ملی) از اصفهان نیز چشم به توپ دوخته‌اند. از مجله کیهان ورزشی شماره ۱۱۲۰، آبان ۱۳۵۴.

جام بسکتبال شهبانو ۱۳۵۴ اولین دوره  جام شهبانو و بالاترین سطح مسابقات بسکتبال زنان ایران بود که در سال ۱۳۵۴ برگزار شد و با قهرمانی ایرانا به پایان رسید.
این مسابقات از ۲۰ آبان‌ماه ۱۳۵۴ با حضور ۶ تیم در سالن محمدرضاشاه پهلوی آغاز شد. تیم‌های شرکت کننده در اولین دوره لیگ باشگاه‌های بسکتبال زنان ایران عبارت است از: آزمایش تهران، آرارات تهران، ایرانا تهران، زاینده رود اصفهان، برق کرمانشاه و تاج گنبد کاووس. این مسابقات به صورت دوره‌ای در تالار محمدرضا پهلوی برگزار شد.
در دیدار پایانی تیم ایرانا موفق شد با کاپیتانی نینا زرگرصالح در تالار محمدرضا پهلوی و در مقابل ۳۰۰۰ تماشاگر تیم آرارات را شکست دهد و قهرمان اولین دوره مسابقات شود.

## رده‌بندی پایانی
| رتبه | تیم    |
| ---- | ------ |
| ۱    | ایرانا |
| ۲    | آرارات |
| ۳    |        |